# Lực Mục
Lực Mục (力牧) là một nhân vật thần thoại Trung Hoa, là đại thần của vua Hiên Viên Hoàng Đế trong lịch sử Trung Quốc.

## Truyền thuyết
Tương truyền, Hoàng Đế mơ thấy một người cầm nỏ ngàn cân, chăn đàn dê hàng vạn con. Hoàng Đế tỉnh lại, cảm thán: Người có thể chăn vạn con dê, [cũng] có thể trị dân. Thiên hạ có người họ Lực tên Mục sao? Hoàng Đế theo kết quả bói toán mà đi tìm khắp nơi, cuối cùng thấy Lực Mục ở bờ Đại Trạch.
Lực Mục quy thuận Hoàng Đế cùng với Thái Sơn Kê (太山稽). Thái Sơn Kê được Hoàng Đế bái làm thầy, còn Lực Mục được bái làm tướng. Về sau, cả hai đều lập công trong trận Trác Lộc.
Hoàng Đế cai trị thiên hạ, lấy Phong Hậu, Lực Mục, Thường Tiên, Đại Hồng làm quan cai quản dân chúng.